# 국제 패럴림픽 위원회
국제 패럴림픽 위원회(프랑스어: Comité international paralympique, 영어: International Paralympic Committee,  독일어: Internationale Paralympische Komitee, IPC)는 독일의 본에 본부를 둔 국제 스포츠 행정 기구이다. 1989년 9월 22일에 설립되었으며, 패럴림픽 대회를 주관한다. 2012년 기준으로 174개 국가 패럴림픽 위원회로 이루어져 있다.

## 위원장
| 이름                                 | 국적   | 임기          |
| ------------------------------------ | ------ | ------------- |
| 로버트 스테드워드 (Robert Steadward) | 캐나다 | 1989년–2001년 |
| 필립 크레이븐 (Philip Craven)        | 영국   | 2001년–2017년 |
| 앤드류 파슨스 (Andrew Parsons)       | 브라질 | 2017년–현재   |

## 같이 보기
- 패럴림픽
- 국제 올림픽 위원회
- 국가 패럴림픽 위원회
- 하계 패럴림픽
- 동계 패럴림픽